# Anthophora hebeiensis
Anthophora hebeiensis är en biart som beskrevs av Wu 2000. Anthophora hebeiensis ingår i släktet pälsbin, och familjen långtungebin. Inga underarter finns listade i Catalogue of Life.